# Ivar Agrell
Ivar Per Sigurd Agrell, född 2 juli 1912 i Lund, död där 3 augusti 1973, var en svensk zoolog.
Agrell disputerade 1941 vid Lunds universitet på en doktorsavhandling inom entomologi. Under 1950-talet var han en av de som utvecklade zoofysiologin som eget universitetsämne i Sverige. 1959 blev han professor i zoofysiologi i Lund.
Ivar Agrell var son till Sigurd Agrell, bror till Jan Agrell och far till Per Sigurd Agrell (1937), Beata Agrell (1944), Alexander Agrell (1955) och Jep Agrell (1960). Han är begravd på Norra kyrkogården i Lund.